# بريان باورز
بريان باورز (بالإنجليزية: Bryan Bowers)‏ هو موسيقي أمريكي، ولد في 18 أغسطس 1940.

## وصلات خارجية
- بريان باورز على موقع ميوزك برينز (الإنجليزية)
- بريان باورز على موقع ديسكوغز (الإنجليزية)